# Estelle Parsons
Estelle Margaret Parsons, född 20 november 1927 i Lynn, Massachusetts, är en amerikansk skådespelerska, verksam inom teater, film och TV. Hon har även verkat som regissör inom teatern. 
Parsons föddes i Massachusetts och studerade juridik innan hon fick jobb som produktionsassistent vid The Today Show där hon senare avancerade till manusförfattare och producent. I slutet av 1950-talet började hon jobba som teaterskådespelare. Hon filmdebuterade i Ladybug Ladybug (1963) och fyra år senare spelade hon en biroll i Bonnie och Clyde, för vilken hon belönades med en Oscar 1968 för bästa kvinnliga biroll. Hon nominerades igen året därpå för sin roll i Rachel, Rachel. Parsons har även nominerats till flera Tony Awards för sina insatser vid teatern. 
Hon har också medverkat i ett flertal TV-filmer och TV-serier, bland annat en återkommande roll i TV-serien Roseanne.

## Filmografi (urval)
- 1963 – Ladybug Ladybug
- 1967 – Bonnie och Clyde
- 1968 – Rachel, Rachel
- 1970 – Mellan lagen och våldet
- 1970 – Jag sjöng aldrig för min far
- 1970 – Plötsligt en dag blev jag svart
- 1974 – Nä, dra åt skogen!
- 1989 – The Lemon Sisters
- 1995 – Med eller utan killar
- 1996 – I väntan på Richard
- 1997 – Katten också
- 2011 – Wilde Salome